# Ляпишев, Владимир Михайлович
Владимир Михайлович Ляпишев (1898—1974) — советский военачальник, генерал-майор инженерно-технической службы, участник Первой мировой, Гражданской, Советско-польской и Великой Отечественной войн.

## Биография
Родился 16 января 1898 года в Санкт-Петербурге.
С 1916 года после окончания Александровского кадетского корпуса в звании офицера служил в рядах Российской императорской армии, участник Первой мировой войны.
С 1918 года призван в ряды РККА и служил в должностях командира батареи и парка 1-й Петроградской артиллерийской бригады. С 1918 по 1919 год — командир батареи 1-го Запасного тяжелого артдивизиона. С 1919 года служил на должностях  инструктора Петроградской отдельной мортирной батареи, командира взвода Петроградской Красносельской особой батареи и Отдельной запасной гаубичной батареи. С 1919 по 1921 год — начальник связи и командир батареи гаубичного дивизиона, командир батареи 4-го легкого артиллерийского дивизиона 2-й стрелковой дивизии. С апреля по ноября 1921 год обучался в Смоленской высшей артиллерийской школе. С 1921 по 1922 год — командир батареи 2-го учебного легко-артиллерийского дивизиона. С июня по октябрь 1922 года служил в составе военной группы Западного фронта в должности командира гаубичного дивизиона, участник Гражданской войны.
С октября по ноябрь 1922 года служил в составе 5-й стрелковой дивизии в должности командира 1-й батареи 5-го легко-артиллерийского дивизиона. С 1922 по 1923 год — командир учебного взвода 1-й Петроградской артиллерийской школы. С 1923 по 1924 год служил в составе 20-й стрелковой дивизии в должности помощника командира и командира батареи артиллерийского дивизиона. С 1924 по 1927 год служил в составе 58-й стрелковой дивизии в должности командира артиллерийского дивизиона. С 1927 по 1931 год обучался на артиллерийском факультете и на факультет механизации и моторизации Военно-техническая академия имени Ф. Э. Дзержинского, которую окончил с отличием. С 1931 по 1932 года — помощник командира 1-го танкового полка по технической части. С 1932 по 1936 год служил в войсках Белорусского военного округа в должности инженера по ремонту и эксплуатации при командующем автобронетанковых войск этого округа. С апреля по июля 1936 года — командир ремонтно-восстановительного батальона 18-й механизированной бригады. С 1936 по 1941 год — помощник командира 5-й танковой бригады по технической части, в составе бригады являлся участником Советско-польской войны.
С января по май 1941 года на педагогической работе на кафедре эксплуатации боевых машин Военной академии бронетанковых войск РККА имени И. В. Сталина. С мая по сентябрь 1941 год — помощник командира по технической части 23-го механизированного корпуса в составе 19-й армии Западного фронта. Участник Великой Отечественной войны с первых дней войны, в составе корпуса был участником Витебского и Смоленского сражений. С сентября 1941 по май 1942 года — заместитель начальника автобронетанкового управления 10-й армии в составе Западного фронта армия принимала участие в битве за Москву, поддерживала дятьковских партизан и  вела оборонительные бои в районе Кирова. С мая по август 1942 года — заместитель начальника автобронетанкового управления Калининского фронта. С 1942 по 1943 год — заместитель командира 238-й танковой бригады по технической части. С марта по сентябрь 1943 года — начальник Управления  бронетанкового ремонта и снабжения 4-й гвардейской танковой армии. С 1943 по 1944 год — заместитель командующего 30-го танкового корпуса по технической части. С  1944 по 1948 год — заместитель командующего 4-й гвардейской танковой армии по технической части, принимал участие в Берлинской наступательной операции.
С 1948 по 1950 год — заместитель начальника Военной академии бронетанковых войск имени И. В. Сталина по технической части. С 1950 по 1953 год — начальник Управления Военно-учебных заведений Бронетанковых войск Советской армии. С 1953 по 1956 год — начальник военной кафедры Московского станкоинструментального института.
С 1956 года в запасе.
Скончался 10 сентября 1974 года в Москве, похоронен на Николо-Архангельском кладбище.

## Награды
- Орден Ленина (21.02.1945)
- два ордена Красного Знамени (03.11.1944, 20.06.1949)
- Орден Суворова II степени (31.05.1945)
- Орден Кутузова II степени (06.04.1945)
- Орден Отечественной войны I  степени (03.10.1943) и II степени (17.01.1944)
- Орден Красной Звезды (28.12.1942)
- Медаль «XX лет РККА» (1938)
- Медаль «За оборону Москвы» (1945)
- Медаль «За освобождение Праги» (1945)
- Медаль «За взятие Берлина» (1945)
- Медаль «За победу над Германией в Великой Отечественной войне 1941—1945 гг.» (08.08.1945)[1][9][10][11]